# Enrico Fermi-díj
Az Enrico Fermi-díj az Amerikai Egyesült Államok kormányának elnöki kitüntetése azon kutatóknak, akik életre szóló, nemzetközi jelentőségű eredményt értek el az energia termelése vagy felhasználása terén. A díjazott 375 000 US dollárt, egy oklevelet az elnök és az energiaügyi biztos aláírásával, illetve egy Enrico Fermi arcképével díszített aranymedált kap.

## Díjazottak
- 2005 – Arthur H. Rosenfeld
- 2003 – John N. Bahcall
- 2003 – Raymond Davis, Jr.
- 2003 – Seymour Sack
- 2000 – Sheldon Datz
- 2000 – Sidney D. Drell
- 2000 – Herbert F. York
- 1998 – Maurice Goldhaber
- 1998 – Michael E. Phelps
- 1996 – Mortimer M. Elkind ésH. Rodney Withers
- 1996 – Richard L. Garwin
- 1995 – Ugo Fano
- 1995 – Martin D. Kamen
- 1993 – Liane B. Russell
- 1993 – Freeman Dyson
- 1992 – Harold Brown
- 1992 – John S. Foster
- 1992 – Leon M. Lederman
- 1990 – George A. Cowan
- 1990 – Robley D. Evans
- 1988 – Richard B. Setlow
- 1988 – Victor F. Weisskopf
- 1987 – Luis Alvarez
- 1987 – Gerald F. Tape
- 1986 – Ernest D. Courant
- 1986 – M. Stanley Livingston
- 1985 – Norman Rasmussen
- 1985 – Marshall Rosenbluth
- 1984 – Robert R. Wilson
- 1985 – George Vendryes
- 1983 – Alexander Hollaender
- 1983 – John H. Lawrence
- 1982 – Herbert Anderson
- 1982 – Seth Neddermeyer
- 1981 – W. Bennett Lewis
- 1980 – Rudolf E. Peierls
- 1980 – Alvin M. Weinberg
- 1978 – Wolfgang K.H. Panofsky
- 1978 – Harold M. Agnew
- 1976 – William L. Russell
- 1972 – Manson Benedict
- 1971 – Shields Warren
- 1971 – Stafford L. Warren
- 1970 – Norris E. Bradbury
- 1969 – Walter H. Zinn
- 1968 – John A. Wheeler
- 1966 – Otto Hahn
- 1966 – Lise Meitner
- 1966 – Fritz Strassman
- 1964 – H. G. Rickover
- 1963 – J. R. Oppenheimer
- 1962 – Edward Teller
- 1961 – Hans A. Bethe
- 1959 – Glenn T. Seaborg
- 1958 – Wigner Jenő
- 1957 – Ernest O. Lawrence
- 1956 – Neumann János

## Lásd még
- Kyoto-díj